# Henryk Kalinowski
Henryk Leopold Kalinowski (ur. 4 czerwca 1925 w Krzemieńcu, zm. 27 grudnia 2020 w Warszawie) – oficer ludowego Wojska Polskiego i komandor Marynarki Wojennej, kawaler Orderu Virtuti Militari i Orderów Odrodzenia Polski.

## Życiorys
Urodził się w rodzinie szlacheckiej Józefa i Heleny z d. Jastrzębska. 
Słuchacz kursu dla małoletnich KOP w Brasławiu. Po 17 września 1939 znalazł się na terenach zajętych przez ZSRR, pod okupacją sowiecką działał w ruchu partyzanckim na Wołyniu i Polesiu. 
Od marca 1944 w szeregach 1 Armii Wojska Polskiego, gdzie został przydzielony do 6 batalionu pontonowo-mostowego, wraz z którym przeszedł cały szlak bojowy zakończony zdobyciem Berlina.
Po zakończeniu działań wojennych ukończył Oficerską Szkołę Saperów w Lublinie i został żołnierzem zawodowym w wojskach inżynieryjno-saperskich. Brał udział w akcji rozminowania kraju (1947-50). W 1951 przeniesiony do Sztabu Generalnego, a następnie do Dowództwa Marynarki Wojennej, gdzie otrzymał stanowisko szefa wydziału rozpoznawczego. Absolwent Wyższej Akademii Wojskowej im. K. Woroszyłowa w Moskwie (1956-59) i Wojskowej Akademii Politycznej (1959-62).
Zajmował różne stanowiska dowódcze m.in.: szef sztabu bazy, p.o. dowódcy Bazy Marynarki Wojennej w Świnoujściu, kierownik Katedry Taktyki i Sztuki Operacyjnej Akademii Sztabu Generalnego WP.  
Od 1980 na emeryturze. Był przewodniczącym Rady Dzielnicowej PRON warszawskiej dzielnicy Ochota oraz członkiem Społecznego Komitetu Obchodów 40-lecia Polski Ludowej w Warszawie. Działał w organizacjach kombatanckich: był sekretarzem, a następnie do końca życia prezesem Związku Kombatantów RP i Byłych Więźniów Politycznych. Jako pierwszy otrzymał Odznaczenie za Zasługi dla Polskiego Czarnego Krzyża z numerem 0001 w Warszawie w dniu 22 Kwietnia 2017 roku. 
Zmarł 27 grudnia 2020 w Warszawie. Pochowany na Cmentarzu Prawosławnym przy ul. Wolskiej w Warszawie (kwatera nr 67).

## Odznaczenia
- Krzyż Srebrny Orderu Virtuti Militari[4]
- Krzyż Komandorski z Gwiazdą Orderu Odrodzenia Polski[4] (2005)[7]
- Krzyż Oficerski Orderu Odrodzenia Polski[4]
- Krzyż Kawalerski Orderu Odrodzenia Polski[4]
- Order Krzyża Grunwaldu III kl.[4]
- Medal za Długoletnie Pożycie Małżeńskie (2000)[8]
- Krzyż Walecznych[4]
- Krzyż Partyzancki[4]
- Warszawski Krzyż Powstańczy[4]
- Medal „Za udział w walkach o Berlin”[4]
- Medal „Zasłużonym na Polu Chwały”[4]
- Medal za Warszawę 1939–1945[4]
- Medal Rodła (1988)[9]
- Medal "Za zasługi dla ZSMP" (1983)[10]
- Medal 60-lecia zakończenia II Wojny Światowej (Izrael) - 2005[11]
- Odznaka „25 lat Zwycięstwa w Wielkiej Wojnie Narodowej 1941-1945” (ZSRR, 1971)[12]
- i inne odznaczenia
- Polski Czarny Krzyż - odznaczenia za upamiętnianie poległych w obu wojnach z numerem 0001